# Pomniki w Sosnowcu

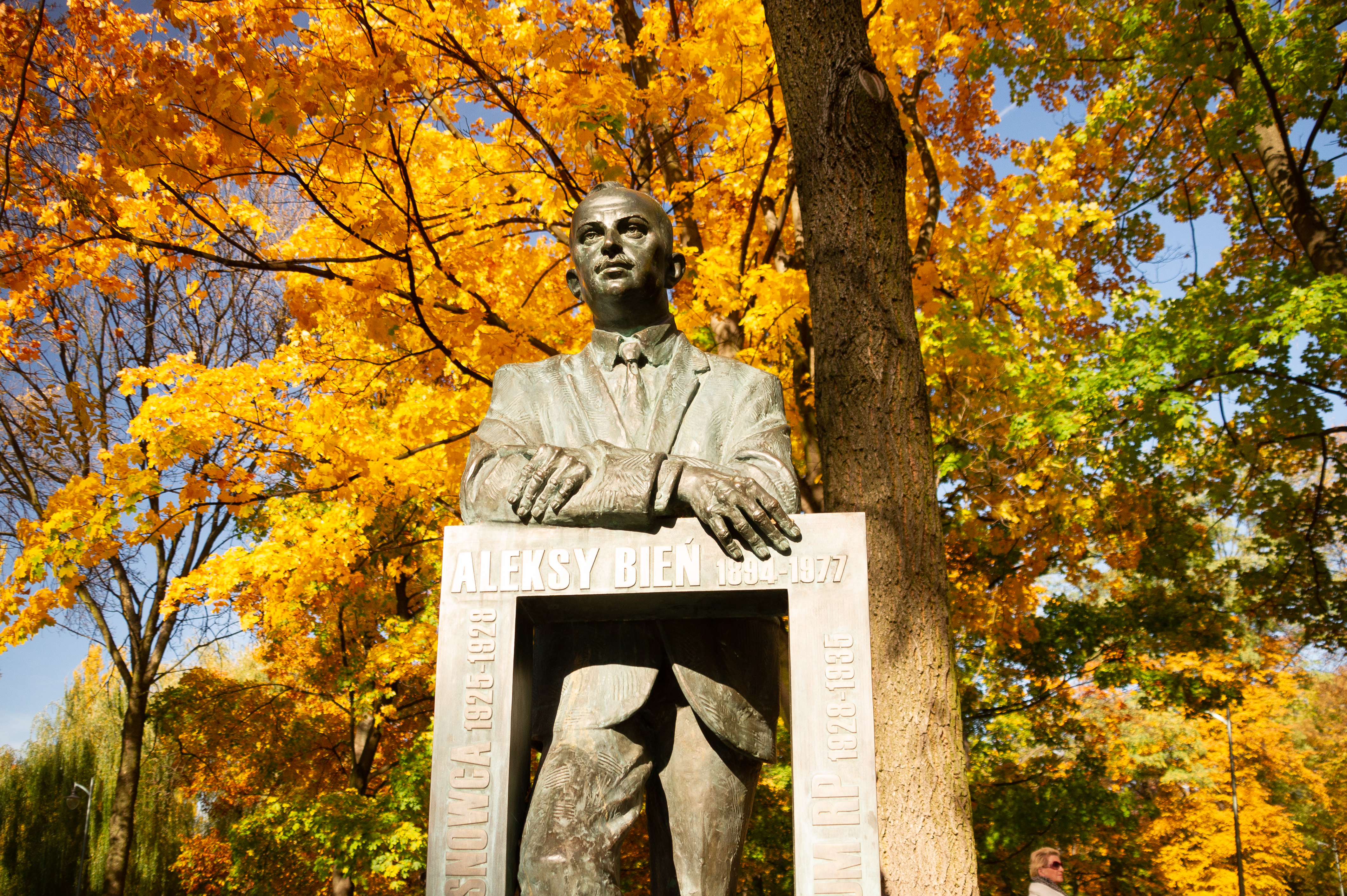
Pomnik Aleksego Bienia w Parku Sieleckim

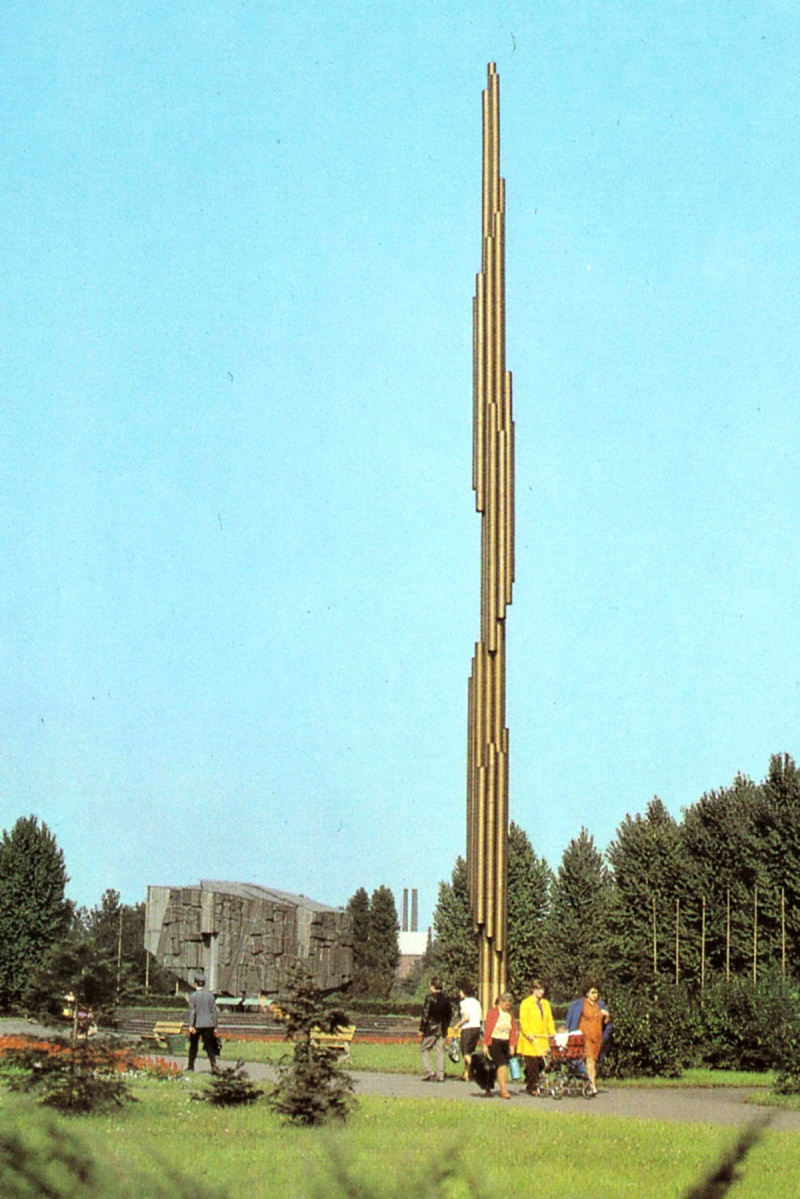
Nieistniejący pomnik Czynu Rewolucyjnego w Parku Sieleckim w Sosnowcu

Sosnowiec jako miasto w przeszłości graniczne posiada krótką, ale bogatą historię, którą odzwierciedlają pomniki oraz płyty i tablice pamiątkowe. Wiele miejsc historycznych w zagłębiowskim mieście zatraciło swój charakter przez liczne przebudowy i modernizacje, a jedynym często śladem przeszłości są tablice upamiętniające.

## Pomniki

### Istniejące
- Pomnik Włodzimierza Mazura na terenie Zagłębiowskiego Parku Sportowego[1]
- Pomnik poświęcony „Funkcjonariuszom służb mundurowych, urzędnikom państwowym i samorządowym, którzy poświęcili swoje życie w służbie Bogu, niepodległej ojczyźnie i społeczeństwu” na placu katedralnym przy ulicy Kościelnej 1[2]
- Pomnik Nieznanego Żołnierza przy ulicy Księdza Jerzego Popiełuszki w Sosnowcu – Zagórzu[3]

- Pomnik „Wolność, Praca, Godność” przy ulicy 3 Maja w Parku Sieleckim[4]
- Pomnik Jana Kiepury w Sosnowcu przy ulicy 3 Maja na Placu Stulecia[5]
- Pomnik Aleksego Bienia w Parku Sieleckim[6]
- Pomnik Jana Pawła II w Sosnowcu usytuowany na Placu Papieskim w Sosnowcu – Zagórzu[7]
- Pomnik Tadeusza Kościuszki na Placu Kościuszki[8][9] (pomnik odsłonięty w 1917 r., a następnie zburzony w 1939 r. i odbudowany w 1983 r.[10])
- Pomnik Tadeusza Kościuszki przy ul. Krakowskiej w dzielnicy Maczki[9]
- Pomnik „Kobietom Walczącym w Szeregach Armii Krajowej” Sosnowiec przy skrzyżowaniu ulicy Orlej i Nowopogońskiej, przy kościele św. Tomasza Apostoła w Sosnowcu - Pogoni[11]
- Pomnik upamiętniający 50 rocznicę utworzenia Klubu Demokratycznego Zagłębia Dąbrowskiego przy Alei Zwycięstwa
- Pomnik w miejscu byłej mogiły wojennej 64 żołnierzy Armii Czerwonej poległych na terenie Sosnowca na cmentarzu parafialnym przy ulicy Zuzanny w Sosnowcu – Zagórzu
- Pomnik upamiętniający miejsce, gdzie podczas okupacji hitlerowskiej mieściło się getto, które uległo likwidacji w 1945 r., po wywiezieniu Żydów do obozu KL Auschwitz w Sosnowcu – Środuli[12]
- Pomnik Leona Kruczkowskiego w Parku im. porucznika pilota Jana Fusińskiego przy ulicy Kresowej w Starym Sosnowcu[13]
- Kapliczka upamiętniająca potyczkę Powstańców Styczniowych, którzy 7 lutego 1863 r. walczyli z wycofującym się oddziałem carskim, na placu katedralnym przy ulicy Kościelnej 1[14]
- Pomnik na mogile wojennej 26 żołnierzy Armii Czerwonej poległych w walkach z niemieckim okupantem w styczniu 1945 r. u zbiegu ulic Konstantego Ildefonsa Gałczyńskiego i Generała Zygmunta Waltera-Jankego w Ostrowach Górniczych[15]
- Pomnik upamiętniający zabójstwo rodziny Mackiewiczów i Jerzego Piwowarczyka dnia 12 lutego 1945 r. przy ulicy Generała Zygmunta Waltera-Jankego w Ostrowach Górniczych[16]

### Nieistniejące
- Pomnik Czynu Rewolucyjnego w Sosnowcu-Sielcu – rozebrany w 1991 r.[4]
- Pomnik Powstańców Górnego Śląska (Mauzoleum Braci Ślązaków) – zburzony w 1939 r.[17]
- Pomnik Wdzięczności Armii Czerwonej przy Alei Zwycięstwa[18]

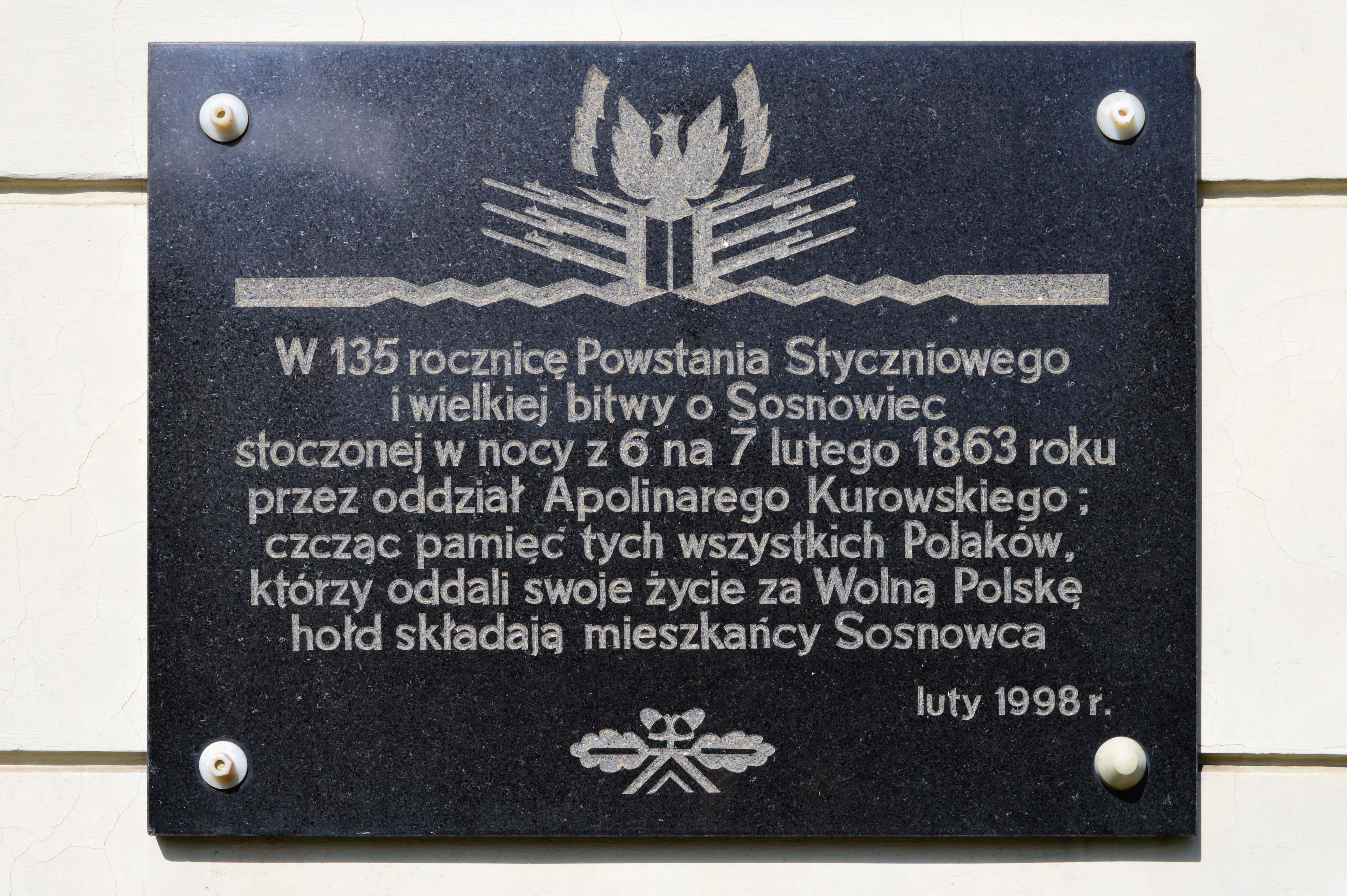
Tablica ufundowana w 135 rocznice Powstania Styczniowego i wielkiej bitwy o Sosnowiec stoczonej w nocy z 6 na 7 lutego 1863 roku przez oddział Apolinarego Kurowskiego;

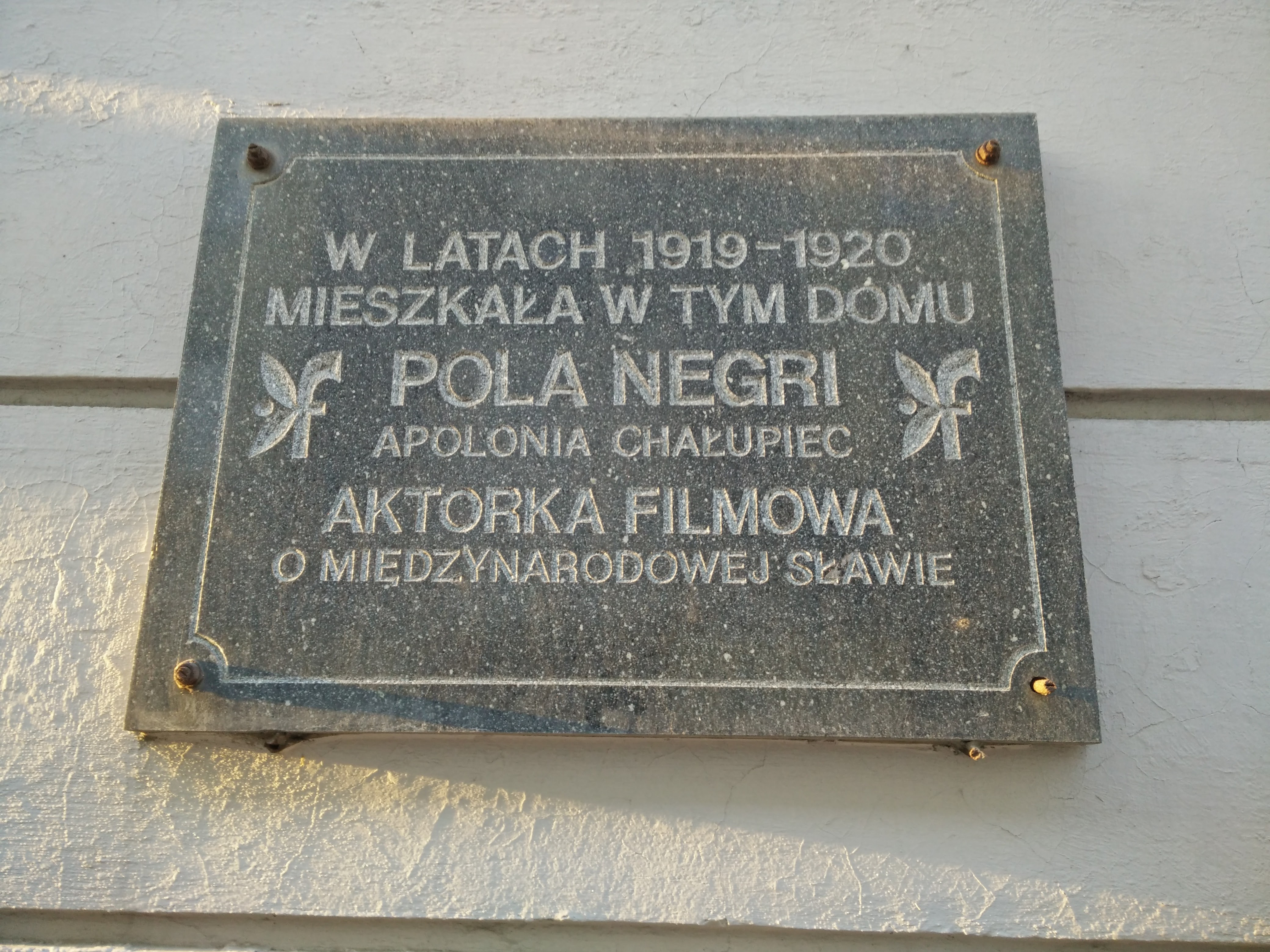
Tablica na budynku, w którym mieszkała Pola Negri. Sosnowiec, ul. Kołłątaja 6.

## Płyty i tablice pamiątkowe

### Istniejące
- Płyta pamiątkowa na parkingu CH Auchan upamiętniająca pobyt Ojca Świętego Jana Pawła II przy ulicy Zuzanna w czasie VII pielgrzymki do Polski[19]
- Płyta z 1984 r. upamiętniająca hitlerowski mord na członkach GL PPS-AK 1 lipca 1944 r. przy ulicy Floriańskiej[20]
- Płyta upamiętniająca miejsce powieszenia Stanisława Makarskiego, członka dywersyjnej grupy kolejowej zagłębiowskiej Organizacji Orła Białego przy ulicy Parkowej[21]
- Płyta upamiętniająca śmierć dwudziestu Polaków rozstrzelanych przez hitlerowców podczas egzekucji 4 września 1939 r. oraz 8 sierpnia 1940 r. przy ulicy Ignacego Mościckiego
- Tablica upamiętniająca siedzibę miejscowych władz powstańczych w latach 1919–1921 przy ulicy 1 Maja przed Pałacem Schöna
- Tablica upamiętniająca, znajdującą się na terenie Huty im. Edmunda Cedlera, w latach 1944–1945 filię obozu KL Auschwitz-Birkenau przy ulicy Niweckiej 1
- Tablica upamiętniająca Harcerzy Chorągwi Zagłębiowskiej Szarych Szeregów „UL BARBARA” przy ulicy Smutnej 5 w kościele św. Józefa Rzemieślnika w Sosnowcu
- Tablica upamiętniająca ku czci ofiar carskiego i sowieckiego terroru więźniów katorżników łagierników i zesłańców na Sybir i stepy Azji przy ulicy Kościelnej 1[22]
- Tablica upamiętniająca żołnierzy Armii Krajowej, obrońców Ojczyzny poległych w walce z okupantem, wywiezionych, deportowanych i zamordowanych latach 1939–1956 na ścianie bazyliki katedralnej przy ulicy Kościelnej 1[14]
- Tablica upamiętniająca doktora Józefa Czajkowskiego pierwszego prezesa Towarzystwa Lekarskiego Zagłębia Dąbrowskiego oraz pomordowanych podczas wojen i tych co odeszli lekarzy Ziemi Zagłębiowskiej przy ulicy Kościelnej 1[23]
- Tablica upamiętniająca żołnierzy Narodowych Sił Zbrojnych, którzy oddali swe życie za wolność i niepodległość Polski w latach 1939–1956 przy ulicy Kościelnej 1[24]
- Tablica upamiętniająca zagłębiowskich harcerzy poległych w walkach o niepodległość Polski w latach 1914–1920 na ścianie bazyliki katedralnej przy ulicy Kościelnej 1[25]
- Epitafium poświęcone Karolowi Kozłowskiemu, architektowi warszawskiemu, projektantowi m.in. kościoła Wniebowzięcia Najświętszej Maryi Panny i jego plebanii w Sosnowcu w przedsionku kościoła katedralnego przy ulicy Kościelnej 1[26]
- Tablica upamiętniająca wizytę kardynała Stefana Wyszyńskiego w Sosnowcu podczas uroczystości Milenium Chrztu Polski 20–21 maja 1967 r. przy ulicy Kościelnej 1[27]
- Tablica upamiętniająca wizytę arcybiskupa Karola Wojtyły w Sosnowcu podczas uroczystości Milenium Chrztu Polski 20–21 maja 1967 r. przy ulicy Kościelnej 1[27]
- Tablica pamiątkowa porucznika Wacława Stacherskiego pseudonim „Nowina”, wychowanka Liceum im. B. Prusa w Sosnowcu, komendanta Inspektoratu Armii Krajowej w Katowicach, zamordowanego 18 września 1944 r. w KL Auschwitz w budynku III LO im. Bolesława Prusa przy ulicy Marszałka Józefa Piłsudskiego 114[28]
- Tablica upamiętniająca kwaterę I Kompanii Legionów Zagłębia Dąbrowskiego w Zespole Szkół Zawodowych nr 4 przy ulicy Wawel 1, skąd miał miejsce historyczny wymarsz
- Tablica upamiętniająca spędzone w Sosnowcu dzieciństwo księdza Włodzimierza Sedlaka w przedsionku kościoła św. Tomasza Apostoła w Sosnowcu – Pogoni[29]
- Tablica upamiętniająca poległych 9 lutego 1905 r. robotników, manifestujących w hucie „Katarzyna”, znajdująca się na terenie Huty im. M. Buczka
- Tablica upamiętniająca na ścianie budynku, w którym w latach 1920–1942 mieścił się Żydowski Sierociniec im. Henryka Libermana przy ulicy Odrodzenia 7 w Starym Sosnowcu[30]
- Tablica upamiętniająca Konstantego Ćwierka w 110. rocznicę urodzin na placu jego imienia przy ulicy Dęblińskiej[31]
- Tablica na budynku, w którym mieściło się gimnazjum dla żydowskich uczniów z Sosnowca i pobliskich miejscowości (napis w języku polskim, hebrajskim i angielskim) przy ulicy Sadowej 10[32]
- Tablica upamiętniająca miejsce, w którym w dniu 11 marca 1944 r. zginęli bojownicy Zagłębiowskiej Brygady GL PPS-AK: Tadeusz Bolek, Stefan Wahanka, Jerzy Gorzula i Bogusław Zychla przy ulicy Przechodniej 5[33]
- Tablica upamiętniająca strajk okupacyjny na terenie kopalni „Klimontów” w 1933 r. przy ulicy mjr. Henryka Hubala-Dobrzańskiego 99 w Sosnowcu – Klimontowie[34]
- Tablica upamiętniająca wszystkie organizacje polskiego ruchu oporu z lat 1939–1945 na terenie Sosnowca, umieszczona na ścianie gmachu Urzędu Miasta przy Alei Zwycięstwa 20[35]
- Tablica upamiętniająca poległych powstańców śląskich i ocalały z Mauzoleum Braci Ślązaków napis „Poległym Bohaterom Śląska” na kaplicy cmentarnej przy ulicy Smutnej[17]
- Tablica upamiętniająca zagłębiowskich harcerzy poległych w walkach o niepodległość Polski w latach 1914–1920 przy ulicy Kościelnej 1
- Tablica upamiętniająca Juliusza Słowackiego. Tablica odsłonięta w 100. rocznicę jego urodzin przy ulicy Kościelnej 1[14]
- Tablica upamiętniająca Jana Kilińskiego przy ulicy Kościelnej 1[36]
- Tablica upamiętniająca, istniejący w czasie II wojny światowej, obóz przejściowy w budynku dzisiejszej Szkoły Podstawowej nr 19, przy ulicy Składowej 5, która znajduje się na zewnętrznej ścianie jej siedziby[37]
- Tablica upamiętniająca pracowników KWK „Sosnowiec”, działaczy i członków struktur NSZZ „Solidarność”, organizatorów i uczestników strajków z 7  sierpnia oraz października i listopada 1981 r. przed budynkiem wieży szybu „Anna” przy ulicy Gabriela Narutowicza 51[38]
- Tablica poświęcona ofiarom tragedii smoleńskiej na ścianie bazyliki katedralnej przy ulicy Kościelnej 1[39]
- Tablica poświęcona żydowskim mieszkańcom Sosnowca wywiezionym w sierpniu 1942 r. do KL Auschwitz na rogu alei Józefa Mireckiego i ulicy Niepodległości[40]
- Tablica upamiętniająca obóz funkcjonujący w latach 1939–1941 r. w dawnej fabryce Schöna przy ulicy 1 Maja 21–23 jako Judenlager, a następnie obóz przejściowy i zastępcze więzienie policyjne przy ulicy 1 Maja[41]
- Tablica upamiętniająca mieszczące się w budynku przy ulicy Ostrogórskiej 5 więzienie niemieckie, które istniało w latach 1939–1945, a także działające tu w latach 1945–1953 więzienie będące jednym z narzędzi represji aparatu bezpieczeństwa państwa, w którym wykonywano wyroki śmierci m.in. na Żołnierzach Wyklętych[42]. Tablica znajduje się obok budynku przy ulicy Ostrogórskiej 5a[43]
- Tablica upamiętniająca 100. rocznicę powstania Armii Ochotniczej walczącej z bolszewikami w 1920 r. przy ulicy Warszawskiej 6[44]
- Tablica upamiętniająca Salomona Henocha Rabinowicza na ścianie kamienicy w której mieszkał przy ulicy Targowej 12[45]
- Tablica upamiętniająca wkroczenie wojsk polskich na przyznany przez arbitraż międzynarodowy teren Górnego Śląska, które miało miejsce na moście na Brynicy w Szopienicach 22 czerwca 1922 r. przy ulicy Jana Sobieskiego w Starym Sosnowcu – odsłonięta w 2024 r.[46]

### Nieistniejące
- Tablica upamiętniająca poległych w walce z hitleryzmem bojowników PPR na ścianie Urzędu Miasta przy Alei Zwycięstwa – usunięta w 2015 r.[35]
- Płyta upamiętniająca wkroczenie wojsk polskich na przyznany przez arbitraż międzynarodowy teren Górnego Śląska, które miało miejsce na moście na Brynicy w Szopienicach 22 czerwca 1922 r. przy ulicy Jana Sobieskiego w Starym Sosnowcu – usunięta w 2024 r.[14][47]

## Pozostałe
- Mauzoleum rodziny Dietlów w Sosnowcu